# Barrage Inga I
Pour les articles homonymes, voir Inga.
Le barrage Inga I est un barrage hydroélectrique sur le fleuve Congo en république démocratique du Congo. Il est établi sur le site des chutes d'Inga dans la province du Bas-Congo, à une trentaine de kilomètres au nord de la ville de Matadi. Il est avec Inga II l'un des deux barrages hydroélectriques établis sur le site, qui pourrait à terme en accueillir deux autres (Inga III et Grand Inga). 
L'idée initiale de ce barrage revient au Comte Renaud de Briey qui en a fait faire la l'étude de faisabilité à ses propres frais.
Le barrage a été construit en rive droite du fleuve, profitant du Nkokolo, une vallée sèche ancien lit du fleuve, dont les berges atteignaient 150 mètres de haut au niveau des chutes d'Inga, parallèles au site. 
Un barrage, le barrage de Shongo, a permis de mettre sous eau le Nkokolo. L'eau est captée à 10 kilomètres en amont du site du barrage Inga I, à une altitude de 125 mètres, pour atteindre 115 mètres au niveau du bief alimentant le barrage Inga I. À cet endroit, la hauteur de chute est d'environ 45 mètres (115 - 70 mètres) entre le bief et le flot du fleuve Congo coulant en contrebas du site. 
Les travaux de construction de la centrale et du barrage débutèrent en 1965, et l'inauguration intervint en 1971. La centrale hydro-électrique comprend 6 turbines produisant chacune 60 mégawatt de puissance, soit 360 MW en tout.

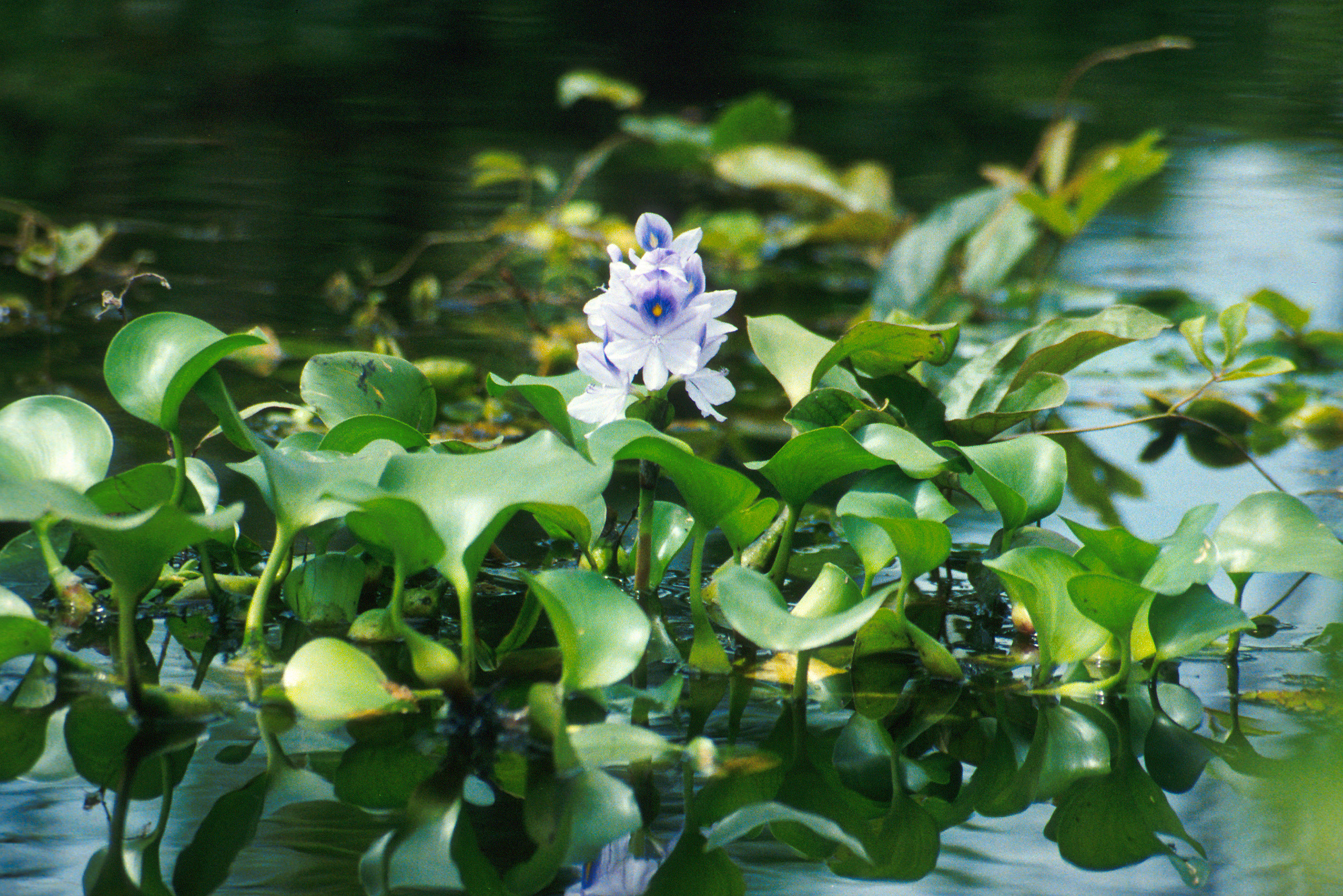
Plan de jacinthes d'eau (Eichhornia crassipes) dérivant

Depuis lors, faute d'entretien et à la suite de la mauvaise gérance sous le régime Mobutu et la situation de guerre depuis 1997, le barrage Inga I et son voisin Inga II sont dans un état de délabrement réduisant leur capacité de 80 %. La production électrique ne dépasse pas 20 %, faute de pièces de rechange. Les jacinthes d'eau sont l'une des principales causes d'encombrement du barrage et de dégradation de ses turbines. Les centrales électriques ne parviennent même plus à assurer une alimentation électrique fiable à la seule ville de Kinshasa, alors que les projets initiaux prévoyaient une alimentation de toute l'Afrique australe, justifiant également la construction de la ligne électrique Inga-Shaba.